# Charles Jacques Édouard Morren
Charles Jacques Édouard Morren (2 de diciembre de 1833 - 28 de febrero de 1886) fue un botánico, y horticultor belga, profesor de botánica y director del Jardín botánico de la Universidad de Lieja de 1857 a 1886.
Se especializó en las bromeliáceas, siendo una reconocida autoridad. Era hijo del también botánico Charles François Antoine Morren.
Fue editor del journal ‘La Belgique Horticole’ donde publicaba descripciones de numerosas nuevas especies. Trabajaba en una monografía de las Bromeliaceae, cuando lo sorprendió la muerte a los 53 años. Sus manuscritos y planchas en acuarela, ya encargadas, se vendieron al Real Jardín Botánico de Kew por su viuda, apenas fallecido; y examinados por los botánicos John Gilbert Baker y Carl Christian Mez, quienes encontraron numerosas nuevas spp. no publicadas. Baker hizo extenso uso de esas ilustraciones al preparar su ‘Handbook of the Bromeliaceae’ que publica en 1889.
Morren empleó cuatro artistas ilustradores - Marie Jean Guillaume Cambresier, R. Sartorius, Francois Stroobant (1819-1916), François De Tollenaere. Su estilo más tarde influiría en la pintura de Margaret Mee.

## Obra
- Dissertation sur les feuilles vertes et colorées envisagées spécialement au point de vue des rapports de la chlorophylle et de l'érythrophylle. Gand: Annoot-Braeckman, 1858
- Charles Morren : sa vie et ses oeuvres. 2.ª ed. Gand: Annoot-Braeckman, 1860
- Mémorandum des travaux de botanique et de physiologie végétale qui ont été publiés par l'Académie Royale des Sciences, des Lettres et des Beaux-arts de Belgique pendant le premier siècle de son existence (1772 - 1871). Bruselas: Hayez, 1872
- Description de l'Institut Botanique de l'Université de Liége. Lieja: Boverie, 1885

- La abreviatura «E.Morren» se emplea para indicar a Charles Jacques Édouard Morren como autoridad en la descripción y clasificación científica de los vegetales.[2]